# Escala sismológica de Richter

Como se muestra en esta reproducción de un sismograma, las ondas P se registran antes que las ondas S: el tiempo transcurrido entre ambos instantes es Δt. Este valor y el de la amplitud máxima (A) de las ondas S le permitieron a Charles Francis Richter calcular la magnitud de un terremoto.

La escala sismológica de Richter, también conocida como escala de magnitud local (ML), es una escala logarítmica que asigna un número para cuantificar la energía que libera un terremoto, denominada así en honor del sismólogo estadounidense Charles Francis Richter.
La sismología mundial usa esta escala para determinar las fuerzas de sismos de una magnitud entre 2,0 y 6,9 y de 0 a 400 kilómetros de profundidad. Aunque los medios de comunicación suelen confundir las escalas, para referirse a eventos telúricos actuales se considera incorrecto decir que un sismo «fue de magnitud superior a 7,0 en la escala de Richter», pues los sismos con magnitud superior a 6,9 se miden desde 1978 con la escala sismológica de magnitud de momento, por tratarse esta última de una escala que discrimina mejor en los valores extremos.

## Desarrollo
Fue desarrollada por Charles Francis Richter con la colaboración de Beno Gutenberg en 1935, ambos investigadores del Instituto de Tecnología de California, con el propósito original de separar el gran número de terremotos pequeños de los menos frecuentes terremotos mayores observados en California en su tiempo. La escala fue desarrollada para estudiar únicamente aquellos terremotos ocurridos dentro de un área particular del sur de California cuyos sismogramas hubieran sido recogidos exclusivamente por el sismómetro. Richter reportó inicialmente valores con una precisión de un cuarto de unidad, sin embargo, usó números decimales más tarde.

{\displaystyle M=\log _{10}A+3\log _{10}(8\Delta t)-2.92=\log _{10}\left({A\cdot \Delta t^{3} \over 1.62}\right)\,\!}

donde:
{\displaystyle A\,} = amplitud de las ondas en micrómetros, tomada directamente en el sismograma.
{\displaystyle \Delta t\,} = tiempo en segundos desde el inicio de las ondas P (Primarias) al de las ondas S (Secundarias).
{\displaystyle M\,} = magnitud arbitraria pero constante a terremotos que liberan la misma cantidad de energía.
El uso del logaritmo en la escala es para reflejar la energía que se desprende en un terremoto. El logaritmo incorporado a la escala hace que los valores asignados a cada nivel aumenten de forma logarítmica, y no de forma lineal. Richter tomó la idea del uso de logaritmos en la escala de magnitud estelar, usada en la astronomía para describir el brillo de las estrellas y de otros objetos celestes. Richter arbitrariamente escogió un temblor de magnitud 0 para describir un terremoto que produciría un desplazamiento horizontal máximo de 1 μm en un sismograma trazado por un sismómetro de torsión Wood-Anderson localizado a 100 km de distancia del epicentro. Esta decisión tuvo la intención de prevenir la asignación de magnitudes negativas. Sin embargo, la escala de Richter no tenía límite máximo o mínimo, y actualmente habiendo sismógrafos modernos más sensibles, estos comúnmente detectan movimientos con magnitudes negativas.
Debido a las limitaciones del sismómetro de torsión Wood-Anderson usado para desarrollar la escala, la magnitud original ML no puede ser calculada para temblores mayores a 6,8. Varios investigadores propusieron extensiones a la escala de magnitud local, siendo las más populares la magnitud de ondas superficiales MS y la magnitud de las ondas de cuerpo Mb.

## Problemas de la escala sismológica de Richter
El mayor problema con la magnitud local ML o de Richter radica en que es difícil relacionarla con las características físicas del origen del terremoto. Además, existe un efecto de saturación para magnitudes cercanas a 8,3-8,5, debido a la ley de Gutenberg-Richter del escalamiento del espectro sísmico que provoca que los métodos tradicionales de magnitudes (ML, Mb, MS) produzcan estimaciones de magnitudes similares para temblores que claramente son de intensidad diferente. A inicios del siglo XXI, la mayoría de los sismólogos consideró obsoletas las escalas de magnitudes tradicionales, siendo estas reemplazadas por una medida físicamente más significativa llamada momento sísmico, el cual es más adecuado para relacionar los parámetros físicos, como la dimensión de la ruptura sísmica y la energía liberada por el terremoto.
En 1979, los sismólogos Thomas C. Hanks y Hiroo Kanamori, investigadores del Instituto de Tecnología de California, propusieron la escala sismológica de magnitud de momento (MW), la cual provee una forma de expresar momentos sísmicos que puede ser relacionada aproximadamente a las medidas tradicionales de magnitudes sísmicas.

## Tabla de magnitudes
La mayor liberación de energía que ha podido ser medida fue durante el terremoto ocurrido en la ciudad de Valdivia (Chile), el 22 de mayo de 1960, el cual alcanzó una magnitud de momento (MW) de 9,5.
A continuación se describen los efectos típicos de los sismos de diversas magnitudes, cerca del epicentro. Los valores son estimados y deben tomarse con extrema precaución, ya que la intensidad y los efectos en la tierra no solo dependerán de la magnitud del sismo, sino también de la distancia del epicentro, la profundidad, el foco del epicentro y las condiciones geológicas (algunos terrenos pueden amplificar las señales sísmicas).

### Efectos típicos de los sismos de diversas magnitudes
| Magnitud (MW=>6,9 ML=2,0 a 6,9) | Descripción  | Efectos de un sismo | Frecuencia de ocurrencia |
| ------------------------------- | ------------ | --- | --- |
| < de 2,0                        | Micro        | Los microsismos no son perceptibles.                                                                                        | Alrededor de 8000 por día. |
| 2,0-2,9                         | Menor        | Generalmente no son perceptibles.                                                                                           | Alrededor de 1000 por día. |
| 3,0-3,9                         | Menor        | Perceptibles a menudo, pero rara vez provocan daños.                                                                        | 49 000 por año. |
| 4,0-4,9                         | Ligero       | Movimiento de objetos en las habitaciones que genera ruido. Sismo significativo pero con daño poco probable.                | 6200 por año. |
| 5,0-5,9                         | Moderado     | Puede causar daños mayores en edificaciones débiles o mal construidas. En edificaciones bien diseñadas los daños son leves. | 800 por año. |
| 6,0-6,9                         | Fuerte       | Pueden llegar a destruir áreas pobladas, en hasta unos 160 kilómetros a la redonda.                                         | 120 por año. |
| 7,0-7,9                         | Mayor        | Puede causar serios daños en extensas zonas.                                                                                | 18 por año. |
| 8,0-8,9                         | Catastrófico | Puede causar graves daños en zonas de varios cientos de kilómetros.                                                         | 1-3 por año. |
| 9,0-9,9                         | Catastrófico | Devastadores en zonas de varios miles de kilómetros.                                                                        | 1-2 en 20 años. |
| 10,0+                           | Apocalíptico | Nunca registrado. | En la historia de la humanidad (y desde que se tienen registros históricos de los sismos) nunca ha sucedido un sismo de esta magnitud. |

### Escala equivalente a la energía liberada
A continuación se muestra una tabla con las magnitudes de la escala y su equivalente en energía liberada.
| Magnitud Richter ({\displaystyle M_{L}} o {\displaystyle M_{S}}) | Magnitud de momento | Equivalencia de la energía TNT                   | Referencias |
| ---------------------------------------------------------------- | ------------------- | ------------------------------------------------ | --- |
| –1,5                                                             |                     | 1 g                                              | Rotura de una roca en una mesa de laboratorio. |
| 1,0                                                              |                     | 170 g                                            | Pequeña explosión en un sitio de construcción. |
| 1,5                                                              |                     | 910 g                                            | Bomba convencional de la Segunda Guerra Mundial. |
| 2,0                                                              |                     | 6 kg                                             | Explosión de un tanque de gas butano. |
| 2,2                                                              |                     | 10 kg                                            | Algunos de los sismos diarios en la Falla de San Andrés. |
| 2,5                                                              |                     | 29 kg                                            | Bombardeo a la ciudad de Londres. |
| 2,7                                                              |                     | 64 kg                                            | |
| 3,0                                                              |                     | 181 kg                                           | Explosión de una planta de gas. Sismos que ocurren diariamente al interior de la Región de Tarapacá en Chile, generalmente no son sensibles por su magnitud. |
| 3,5                                                              |                     | 455 kg                                           | Explosión de una mina. |
| 4,0                                                              |                     | 6 t                                              | Bomba atómica de baja potencia. Sismos que ocurren diariamente en la zona fronteriza de Chile-Argentina (Región de Antofagasta-Provincia de Jujuy-Provincia de Salta) a gran profundidad y por lo general no son sensibles. |
| 5,0                                                              |                     | 199 t                                            | Terremoto de Albolote de 1956 (Granada, España). Terremoto de Berja de 1993 (Almería, España). |
| 5,1                                                              |                     |                                                  | Terremoto provocado por una prueba nuclear de Corea del Norte de enero del 2016. Terremoto de Lorca de 2011 (Lorca, España). Terremoto de Quito de 2014 (Quito, Ecuador). |
| 5,3                                                              |                     |                                                  | Terremoto provocado por una prueba nuclear de Corea del Norte de septiembre de 2016. |
| 5,4                                                              |                     | 500 t                                            | Terremoto de Chimbote (Perú) de 2024. |
| 5,5                                                              |                     | 500 t                                            | Terremoto de El Calvario (Colombia) de 2008. Terremoto de Popayán 1983 (Colombia). Terremoto del Río de la Plata de 1888 (Buenos Aires, Argentina - Uruguay). Terremoto de Ansermanuevo 2024 (Colombia). |
| 6,0                                                              |                     | 1270 t                                           | Terremoto de Double Spring Flat de 1994 (Nevada, Estados Unidos). Sismo de Mala de 2021 (Perú). |
| 6,2                                                              |                     | 1 900 t                                          | Terremoto de Costa Rica de 2009. Terremoto del Estado de Carabobo de 2009 (Venezuela). Terremoto de Managua de 1972 (Nicaragua). Terremoto del Eje Cafetero de 1999 (Colombia). Terremoto de Petrinja de 2020 (Croacia). Terremoto de Sullana de 2021. Terremoto de Mesetas de 2019 (Colombia). Terremotos de Colombia central de 2023 (Colombia).                                       |
| 6,3                                                              |                     | 2 300 t                                          | Terremoto del mar de Alborán de 2016 (Almería, España). Terremoto de Amatrice (Lacio, Italia). Terremotos de Herat de 2023 (Herat, Afganistán). |
| 6,4                                                              |                     | 10 000 t                                         | Terremoto de Salta de 2010 (Argentina). Terremoto de Taiwán de 2018. Terremoto de San Juan de 2021 (Argentina). |
| 6,5                                                              |                     | 31 550 t                                         | Terremoto de Northridge de 1994 (California, Estados Unidos). Terremoto de Guerrero de 2011 (México). Terremoto de la costa de Tarapacá de 2009 (Iquique, Chile). |
| 6,6                                                              |                     | 50 000 t                                         | Terremoto de Los Santos de 2015 (Los Santos, Colombia). |
| 6,7                                                              |                     | 98 300 t                                         | Terremoto de Mendoza de 1985 (Argentina). Terremoto de L'Aquila de 2009 (Italia). Terremoto del Perú de 2011 (Loreto, Perú). Terremoto de Veracruz de 2011 (Veracruz, México). Terremoto de Tecpan de 2014 (Guerrero, México). Terremoto de Hokkaido de 2018 (Japón). Terremoto de Coquimbo de 2019 (Coquimbo, Chile).                                                                   |
| 6,8                                                              |                     | 129 900 t                                        | Terremoto de Aiquile de 1998 (Bolivia). Terremoto de Ecuador de 2023 (Balao, Ecuador) Terremoto de Marrakech-Safí de 2023 (Marruecos). |
| 6,9                                                              |                     | 158 000 t                                        | Terremoto de Loma Prieta de 1989 (San Francisco, Estados Unidos). Terremoto de Hanshin-Awaji de 1995 (Kōbe, Japón). Terremoto de Guatemala de 2017 (San Marcos, Guatemala). |
|                                                                  | 7,0                 | 199 000 t                                        | Terremoto de Almería de 1522 (España). Terremoto de Cariaco de 1997 (Venezuela). Terremoto del Mar Egeo de 2020 (Grecia y Turquía). |
|                                                                  | 7,1                 | 236 000 t                                        | Terremoto de Punitaqui de 1997 (Chile). Terremoto de Alaska de 2016 (Estados Unidos). Terremoto de Puebla de 2017 (México). Terremoto del sur del Perú de 2018. Terremoto de Guerrero de 2021 (México). |
|                                                                  | 7,2                 | 250 000 t                                        | Terremoto de Spitak 1988 (Armenia). Terremoto de Baja California de 2010 (Mexicali, Baja California). Terremoto de Ecuador de 2010 (Tena, Ecuador). Terremoto de Guerrero de 2014 (México). Terremoto de Oaxaca de 2018 (México). Terremoto de Haití de 2021. |
|                                                                  | 7,3                 | 419 700 t                                        | Terremoto de Veracruz de 1973 (México). Terremoto de Honduras de 2009. Terremoto de Xinjiang de 2014 (China). Terremoto de Kermanshah de 2017 (Irán). Terremoto de Venezuela de 2018. Terremoto de Fukushima de 2022 (Japón). Terremoto de La Vega de 2012 (Colombia). |
|                                                                  | 7,4                 | 550 000 t                                        | Terremoto de La Ligua de 1965 (Chile). Terremoto de Guatemala de 2012. Terremotos de Guerrero-Oaxaca de 2012 (Oaxaca, México). |
|                                                                  | 7,5                 | 750 000 t                                        | Terremoto de Guatemala de 1976. Terremoto de Caucete 1977 (San Juan, Argentina). Terremoto de Oaxaca de 1999 (México). Terremoto de Afganistán de 2015. Terremoto de Célebes de 2018 (Indonesia). Terremoto de San Salvador de 1986. Terremoto de Noto de 2024 (Japón). Terremoto de Taiwán de 2024.                                                                                     |
|                                                                  | 7,6                 | 820 000 t                                        | Terremoto de Colima de 2003 (México). Terremoto de Costa Rica de 2012. Terremoto de la Isla De Chiloé de 2016 (Chile). |
|                                                                  | 7,7                 | 997 000 t                                        | Terremoto de Limón de 1991 (Limón, Costa Rica y Bocas del Toro, Panamá). Terremoto de Orizaba de 1937 (Veracruz, México). Terremoto de Tocopilla de 2007 (Tocopilla, Chile). Terremoto de México de 1957 (México). Réplica del Terremoto de Iquique de 2014 (Chile). Terremoto de El Salvador 2001 (El Salvador). Terremoto de Michoacán de 2022 (México). Terremoto de Sagaing de 2025. |
|                                                                  | 7,8                 | 1 250 000 t                                      | Terremoto de San Juan de 1944 (San Juan, Argentina). Terremoto de Sichuan de 2008 (China). Terremoto de Tarapacá de 2005 (Iquique, Chile). Terremoto de Nepal de abril de 2015. Terremoto de Ecuador de 2016 (Manta, Esmeraldas, Ecuador). Terremoto de Christchurch de 2016 (Nueva Zelanda). Terremoto de Sumatra de 2016. Terremotos de Turquía y Siria de 2023.                       |
|                                                                  | 7,9                 | 5 850 000 t                                      | Terremoto de San Francisco de 1906 (Estados Unidos). Terremoto de Áncash de 1970 (Perú). |
|                                                                  | 8,0                 | 10 120 000 t                                     | Terremoto peruano de 2007 (Pisco, Perú). Terremoto de Algarrobo de 1985 (Chile). |
|                                                                  | 8,1                 | 16 460 000 t                                     | Terremoto de México de 1985 (Michoacán, México). |
|                                                                  | 8,2                 | 21 000 t                                         | Terremoto de Chiapas de 2017 (México). Terremoto de Arica e Iquique de 2014 (Chile). Terremoto de Valparaíso de 1906 (Chile). |
|                                                                  | 8,3                 | 50 190 000 t                                     | Bomba del Zar (Unión Soviética). Terremoto de Guatemala de 1942. |
|                                                                  | 8,4                 | 50 190 000 t                                     | Terremoto de Coquimbo de 2015 (Chile). Terremoto de Jalisco-Colima de 1932 (México). |
|                                                                  | 8,5                 | 119 500 000 t                                    | Terremoto de Sumatra de 2007. Terremoto del sur del Perú de 2001 (Arequipa, Perú). Terremoto de Valdivia de 1575 (Chile). |
|                                                                  | 8,6                 | 119 500 000 t                                    | Terremoto de San Juan de 1894 (San Juan, Argentina). Terremoto de Sumatra de 2012. Terremoto de Vallenar de 1922 (Chile). Terremoto de Nueva España de 1787 (México). |
|                                                                  | 8,7                 | 171 000 t                                        | Terremoto de Valparaíso de 1730 (Chile). Terremoto de Lisboa de 1755 (Lisboa, Portugal). |
|                                                                  | 8,8                 | 210 000 t                                        | Terremoto de Cobquecura de 2010 (Chile). Terremoto de Ecuador y Colombia de 1906. Terremoto de Kamchatka de 2025 (Rusia). |
|                                                                  | 9,0                 | 240 000 t                                        | Terremoto de Japón de 2011. Terremoto de Kamchatka de 1952 (Unión Soviética). Terremoto de Arica de 1868 (Chile). Terremoto de Lima de 1746 (Perú). Terremoto de Cascadia de 1700. |
|                                                                  | 9,1                 | 260 000 t                                        | Terremoto del océano Índico de 2004 (Sumatra, Indonesia). |
|                                                                  | 9,2                 | 260 000 t                                        | Terremoto de Anchorage de 1964 (Alaska, Estados Unidos). |
|                                                                  | 9,5                 | 290 000 t                                        | Terremoto de Valdivia de 1960 (Chile). El más poderoso registrado en la historia de la humanidad, desde la invención del sismógrafo. |
|                                                                  | 10,0                | 630 000 t                                        | Estimado para el choque de un meteorito rocoso de 2 km de diámetro que impacte a 25 km/s (90 000 km/h). |
|                                                                  | 12,0                | 1012 t 106 megatones 1 teratón                   | Fractura de la Tierra por el centro. Cantidad de energía solar recibida diariamente en la Tierra. |
|                                                                  | 13,0                | 108 megatones 100 teratones                      | Impacto en la península de Yucatán que causó el cráter de Chicxulub hace 65 millones de años. |
|                                                                  | 25,0                | 1,2 cuatrillones de bombas atómicas de Hiroshima | Impacto de Theia hace 4.530 millones de años. No hay lugar preciso del impacto debido al tamaño del planetoide. |
|                                                                  | 32,0                | 1,5×1043 t                                       | Estallido de rayos gamma de la Magnetar SGR 1806-20, registrado el 27 de diciembre de 2004. Terremoto similar a los de la superficie solar. |

## Uso de las unidades en los medios de comunicación
En los medios de comunicación, en España y en Iberoamérica, es corriente la combinación de los términos propios de la medida de magnitud (energía) e intensidad (efectos), e incluso confundir ambos conceptos. Se puede oír que «el terremoto fue de 3,7 grados», empleando el término grado para expresar la magnitud, cuando esa unidad o término es propia de la medida de intensidades en la escala de Mercalli, en la que no existen valores decimales.
Otra manera que también se usa para resolver en falso esta forma de indicar la importancia del terremoto es publicar que el terremoto tuvo «una magnitud de 3,7 grados», que resulta igualmente confusa, pues viene a ser como decir que «el corredor de maratón recorrió una distancia de 2 horas y 15 minutos».
Deberían evitarse estas formas, diciendo que «el terremoto tuvo una magnitud de 3,7», o alcanzó los 3,7 en la escala de Richter, aunque esta segunda expresión no es del todo correcta, pues desde hace algún tiempo la magnitud de los terremotos se mide con la escala de magnitud de momento, coincidente con la escala de Richter solamente en los terremotos de magnitud inferior a 7,0.